# 6024 Ochanomizu
A 6024 Ochanomizu (ideiglenes jelöléssel 1992 UT4) a Naprendszer kisbolygóövében található aszteroida. Atsushi Sugie fedezte fel 1992. október 27-én.